# JAWS (programari)
Jaws (acrònim de Job Access With Speech) és un programari lector de pantalla per a cecs o persones amb visió reduïda. És un producte del Blind and Low Vision Group de la companyia Freedom Scientific de Saint Petersburg, Florida (Estats Units).
La seva finalitat és fer que ordinadors personals que funcionen amb el sistema operatiu Microsoft Windows siguin més accessibles per a persones amb alguna minusvalidesa relacionada amb la visió. Per aconseguir aquest propòsit, el programa converteix el contingut de la pantalla en so, de manera que l'usuari pot accedir o navegar per ell sense necessitat de veure-ho.

## Algunes característiques
- Funciona amb diversos tipus d'arxius, incloent animacions d'Adobe Flash Player.
- Té capacitat per llegir barres de progrés i caràcters especials del joc de caràcters ASCII.
- Es pot configurar per mitjà de la interfície de programació d'aplicacions corporativa, el llenguatge interpretat Jaws (Jaws Scripting Language, JSL, que facilita la seva interoperabilitat amb altres aplicacions (fins i tot d'altres marques o lliure), permetent la protecció del codi font. Inclou les capacitats d'escriure scripts tradicionals o ajustar-se als models Dom i Msaa.